# Список населённых пунктов Можайского муниципального округа
В списке представлены населённые пункты Можайского района Московской области и Можайского муниципального округа (бывшего Можайского муниципального района и их принадлежность к его бывшим муниципальным образованиям — 2 городским и 10 сельским поселениям, упразднённым 9 февраля 2018 года). Перечень населённых пунктов, их наименование и вид даны в соответствии с Законом Московской области от 30.03.2005 № 95/2005-ОЗ «О статусе и границах Можайского муниципального района и вновь образованных в его составе муниципальных образований».
После преобразования Можайского района в городской округ с целью исключения наличия у двух одноимённых населённых пунктов одинаковых категорий постановлением Губернатора Московской области № 76-ПГ от 21 февраля 2019 года:
- деревня Бараново бывшего сельского поселения Борисовское преобразована в село;
- деревня Бараново бывшего сельского поселения Юрловское преобразована в хутор;
- деревня Бурцево бывшего сельского поселения Замошинское преобразована в хутор;
- деревня Бычково бывшего сельского поселения Юрловское преобразована в хутор;
- деревня Власово бывшего городского поселения Уваровка преобразована в хутор;
- деревня Воронцово бывшего сельского поселения Клементьевское преобразована в местечко;
- деревня Головино бывшего сельского поселения Юрловское преобразована в хутор;
- деревня Горки бывшего сельского поселения Горетовское преобразована в село;
- деревня Горки бывшего сельского поселения Замошинское преобразована в хутор;
- деревня Горки бывшего сельского поселения Порецкое преобразована в местечко;
- деревня Михайловское бывшего сельского поселения Спутник преобразована в село;
- деревня Поповка бывшего сельского поселения Дровнинское преобразована в хутор;
- деревня Псарёво упразднённого Синичинского сельского округа сельского поселения Бородинское преобразована в село;
- деревня Рогачёво бывшего сельского поселения Борисовское преобразована в село;
- деревня Старое Село бывшего сельского поселения Борисовское преобразована в село;
- деревня Шохово бывшего сельского поселения Юрловское преобразована в село.

В 2025 году рабочий посёлок Уваровка преобразован в посёлок городского типа.
С 1 января 2025 года Можайский городской округ преобразован в Можайский муниципальный округ.
В Можайском муниципальном округе 358 населённых пунктов (1 город, 1 посёлок городского типа, 26 посёлков, 12 сёл, 309 деревень, 7 хуторов и 2 местечка):
| №   | Населённый пункт                         | Тип                     | Население | Бывшее муниципальное образование  |
| --- | ---------------------------------------- | ----------------------- | --------- | --------------------------------- |
| 1   | Авдотьино                                | деревня                 | ↘7        | сельское поселение Горетовское    |
| 2   | Акиньшино                                | деревня                 | ↗32       | городское поселение Уваровка      |
| 3   | Аксаново                                 | деревня                 | ↗56       | сельское поселение Горетовское    |
| 4   | Аксентьево                               | деревня                 | ↘6        | сельское поселение Борисовское    |
| 5   | Александровка                            | деревня                 | ↗66       | сельское поселение Замошинское    |
| 6   | Александрово                             | деревня                 | ↗75       | сельское поселение Спутник        |
| 7   | Алексеевка                               | деревня                 | ↗9        | сельское поселение Юрловское      |
| 8   | Алексеенки                               | деревня                 | →0        | сельское поселение Борисовское    |
| 9   | Алискино                                 | деревня                 | ↘9        | сельское поселение Юрловское      |
| 10  | Андреевское                              | деревня                 | ↗286      | сельское поселение Борисовское    |
| 11  | Аниканово                                | деревня                 | ↗16       | сельское поселение Дровнинское    |
| 12  | Аникино                                  | деревня                 | ↗15       | сельское поселение Спутник        |
| 13  | Антоново                                 | деревня                 | ↘11       | сельское поселение Бородинское    |
| 14  | Арбеково                                 | деревня                 | →0        | сельское поселение Юрловское      |
| 15  | Артёмки                                  | деревня                 | ↘82       | сельское поселение Борисовское    |
| 16  | Астафьево                                | деревня                 | ↘113      | сельское поселение Порецкое       |
| 17  | Бабаево                                  | деревня                 | →0        | сельское поселение Юрловское      |
| 18  | Бабынино                                 | деревня                 | ↗8        | сельское поселение Бородинское    |
| 19  | Бакулино                                 | деревня                 | →22       | сельское поселение Порецкое       |
| 20  | Балобново                                | деревня                 | →6        | сельское поселение Юрловское      |
| 21  | Бараново                                 | деревня                 | ↗303      | городское поселение Уваровка      |
| 22  | Бараново                                 | село                    | ↘33       | сельское поселение Борисовское    |
| 23  | Бараново                                 | хутор                   | ↘2        | сельское поселение Юрловское      |
| 24  | Барсуки                                  | деревня                 | ↘19       | сельское поселение Порецкое       |
| 25  | Бартеньево                               | деревня                 | ↗22       | сельское поселение Юрловское      |
| 26  | Барцылово                                | деревня                 | ↗4        | сельское поселение Дровнинское    |
| 27  | Барыши                                   | деревня                 | ↘4        | сельское поселение Дровнинское    |
| 28  | Батынки                                  | деревня                 | ↘5        | сельское поселение Горетовское    |
| 29  | Бедняково                                | деревня                 | ↗4        | сельское поселение Замошинское    |
| 30  | Беззубово                                | деревня                 | ↘16       | сельское поселение Бородинское    |
| 31  | Бели                                     | деревня                 | ↗3        | сельское поселение Клементьевское |
| 32  | Блазново                                 | деревня                 | ↗93       | сельское поселение Горетовское    |
| 33  | Бобры                                    | деревня                 | ↘18       | сельское поселение Дровнинское    |
| 34  | Болото Старое                            | деревня                 | →0        | сельское поселение Борисовское    |
| 35  | Большие Парфёнки                         | деревня                 | ↘112      | сельское поселение Борисовское    |
| 36  | Большое Новосурино                       | деревня                 | ↘127      | городское поселение Можайск       |
| 37  | Большое Соколово                         | деревня                 | ↘64       | сельское поселение Борисовское    |
| 38  | Большое Тёсово                           | деревня                 | ↗100      | сельское поселение Спутник        |
| 39  | Борисово                                 | село                    | ↗947      | сельское поселение Борисовское    |
| 40  | Бородавкино                              | деревня                 | ↗3        | сельское поселение Юрловское      |
| 41  | Бородино                                 | деревня                 | ↗63       | сельское поселение Бородинское    |
| 42  | Бородино                                 | посёлок                 | ↗289      | сельское поселение Бородинское    |
| 43  | Бородинского лесничества                 | посёлок                 | ↘106      | сельское поселение Бородинское    |
| 44  | Бородинского музея                       | посёлок                 | ↗58       | сельское поселение Бородинское    |
| 45  | Бородинское Поле                         | посёлок                 | ↘678      | сельское поселение Бородинское    |
| 46  | Бражниково                               | деревня                 | ↘33       | сельское поселение Дровнинское    |
| 47  | Бугайлово                                | деревня                 | →4        | сельское поселение Борисовское    |
| 48  | Бурково                                  | деревня                 | ↗5        | городское поселение Уваровка      |
| 49  | Бурмакино                                | деревня                 | ↘38       | сельское поселение Порецкое       |
| 50  | Бурцево                                  | хутор                   | ↗76       | сельское поселение Замошинское    |
| 51  | Бурцево                                  | деревня                 | ↗26       | сельское поселение Клементьевское |
| 52  | Бутырки                                  | деревня                 | ↘0        | сельское поселение Дровнинское    |
| 53  | Бухарево                                 | деревня                 | ↗5        | сельское поселение Порецкое       |
| 54  | Бычково                                  | деревня                 | ↗7        | сельское поселение Горетовское    |
| 55  | Бычково                                  | хутор                   | ↗15       | сельское поселение Юрловское      |
| 56  | Валуево                                  | деревня                 | ↘29       | сельское поселение Бородинское    |
| 57  | Васюково                                 | деревня                 | ↗3        | сельское поселение Клементьевское |
| 58  | Ваулино                                  | деревня                 | ↗149      | сельское поселение Юрловское      |
| 59  | Вельяшево                                | деревня                 | ↗1        | сельское поселение Порецкое       |
| 60  | Вёшки                                    | деревня                 | ↗76       | сельское поселение Дровнинское    |
| 61  | Вишенки                                  | деревня                 | ↗31       | сельское поселение Замошинское    |
| 62  | Власово                                  | хутор                   | ↘6        | городское поселение Уваровка      |
| 63  | Власово                                  | деревня                 | ↘24       | сельское поселение Борисовское    |
| 64  | Волосково                                | деревня                 | ↘3        | сельское поселение Юрловское      |
| 65  | Воронино                                 | деревня                 | →0        | городское поселение Уваровка      |
| 66  | Вороново                                 | деревня                 | ↘11       | сельское поселение Юрловское      |
| 67  | Воронцово                                | деревня                 | ↘11       | сельское поселение Бородинское    |
| 68  | Воронцово                                | местечко                | ↘0        | сельское поселение Клементьевское |
| 69  | Ворошилово                               | посёлок                 | ↗8        | сельское поселение Бородинское    |
| 70  | Высокое                                  | деревня                 | ↗27       | сельское поселение Замошинское    |
| 71  | Вышнее                                   | деревня                 | ↗22       | сельское поселение Замошинское    |
| 72  | Вяземское                                | деревня                 | ↗25       | сельское поселение Клементьевское |
| 73  | Гавшино                                  | деревня                 | ↗26       | сельское поселение Клементьевское |
| 74  | Гальчино                                 | деревня                 | ↘6        | сельское поселение Юрловское      |
| 75  | Гидроузел                                | посёлок                 | ↘794      | городское поселение Можайск       |
| 76  | Глазово                                  | деревня                 | ↗7        | сельское поселение Горетовское    |
| 77  | Глуховка                                 | деревня                 | ↗11       | сельское поселение Юрловское      |
| 78  | Глядково                                 | деревня                 | ↗74       | сельское поселение Порецкое       |
| 79  | Головино                                 | деревня                 | ↘10       | сельское поселение Бородинское    |
| 80  | Головино                                 | хутор                   | ↗10       | сельское поселение Юрловское      |
| 81  | Голышкино                                | деревня                 | →8        | сельское поселение Порецкое       |
| 82  | Горбуны                                  | деревня                 | ↗12       | сельское поселение Замошинское    |
| 83  | Горетово                                 | деревня                 | ↘1040     | сельское поселение Горетовское    |
| 84  | Горки                                    | деревня                 | ↘160      | сельское поселение Бородинское    |
| 85  | Горки                                    | село                    | ↗14       | сельское поселение Горетовское    |
| 86  | Горки                                    | хутор                   | ↘0        | сельское поселение Замошинское    |
| 87  | Горки                                    | местечко                | ↗1        | сельское поселение Порецкое       |
| 88  | Горячкино                                | деревня                 | ↘2        | сельское поселение Бородинское    |
| 89  | Грибово                                  | деревня                 | ↘6        | сельское поселение Порецкое       |
| 90  | Гриднево                                 | деревня                 | ↘42       | городское поселение Уваровка      |
| 91  | Грязи                                    | деревня                 | →4        | сельское поселение Бородинское    |
| 92  | Губино                                   | деревня                 | ↗39       | сельское поселение Юрловское      |
| 93  | Дальнее                                  | деревня                 | ↘66       | сельское поселение Порецкое       |
| 94  | Дегтяри                                  | деревня                 | ↘110      | сельское поселение Порецкое       |
| 95  | Демихово                                 | деревня                 | ↗2        | сельское поселение Горетовское    |
| 96  | Денежниково                              | деревня                 | ↘2        | сельское поселение Борисовское    |
| 97  | Денисьево                                | деревня                 | ↗16       | сельское поселение Спутник        |
| 98  | Дёрново                                  | деревня                 | →1        | сельское поселение Горетовское    |
| 99  | Долгинино                                | деревня                 | ↗12       | сельское поселение Клементьевское |
| 100 | Дома отдыха «Красный стан»               | посёлок                 | ↗144      | сельское поселение Спутник        |
| 101 | Дорожно-эксплуатационного участка        | посёлок                 | ↘72       | сельское поселение Борисовское    |
| 102 | Доронино                                 | деревня                 | ↘0        | сельское поселение Бородинское    |
| 103 | Дровнино                                 | деревня                 | ↗47       | сельское поселение Дровнинское    |
| 104 | Дурнево                                  | деревня                 | →2        | сельское поселение Юрловское      |
| 105 | Дурыкино                                 | деревня                 | ↘75       | сельское поселение Дровнинское    |
| 106 | Дьяково                                  | деревня                 | ↘3        | сельское поселение Дровнинское    |
| 107 | Елево                                    | деревня                 | ↘8        | сельское поселение Юрловское      |
| 108 | Ельник                                   | деревня                 | ↗6        | сельское поселение Порецкое       |
| 109 | Ельня                                    | деревня                 | ↘11       | сельское поселение Борисовское    |
| 110 | Еремеево                                 | деревня                 | ↗14       | сельское поселение Порецкое       |
| 111 | Ерышово                                  | деревня                 | ↗42       | городское поселение Уваровка      |
| 112 | Желомеено                                | деревня                 | ↗21       | сельское поселение Порецкое       |
| 113 | Жизлово                                  | деревня                 | ↗20       | сельское поселение Юрловское      |
| 114 | Замошье                                  | деревня                 | ↗10       | сельское поселение Порецкое       |
| 115 | Заполье                                  | деревня                 | ↗7        | сельское поселение Порецкое       |
| 116 | Заречная Слобода                         | деревня                 | ↗148      | городское поселение Можайск       |
| 117 | Заречье                                  | деревня                 | ↘16       | сельское поселение Борисовское    |
| 118 | Заслонино                                | деревня                 | ↗69       | сельское поселение Порецкое       |
| 119 | Захаровка                                | деревня                 | ↗18       | сельское поселение Замошинское    |
| 120 | Захарьино                                | деревня                 | ↘5        | сельское поселение Спутник        |
| 121 | Зачатьё                                  | деревня                 | ↗12       | сельское поселение Спутник        |
| 122 | Збышки                                   | деревня                 | ↗14       | сельское поселение Клементьевское |
| 123 | Зенино                                   | деревня                 | ↗5        | сельское поселение Юрловское      |
| 124 | Знаменка                                 | деревня                 | ↗2        | сельское поселение Борисовское    |
| 125 | Золотилово                               | деревня                 | ↗16       | городское поселение Уваровка      |
| 126 | Ивакино                                  | деревня                 | ↘516      | сельское поселение Юрловское      |
| 127 | Игумново                                 | деревня                 | ↘161      | сельское поселение Спутник        |
| 128 | Ильинская Слобода                        | деревня                 | ↗96       | городское поселение Можайск       |
| 129 | Ильинское                                | деревня                 | →0        | сельское поселение Замошинское    |
| 130 | Имени Дзержинского                       | посёлок                 | ↗3003     | городское поселение Можайск       |
| 131 | Исавицы                                  | деревня                 | ↗104      | городское поселение Можайск       |
| 132 | Калужское                                | деревня                 | ↘20       | сельское поселение Дровнинское    |
| 133 | Каменка                                  | деревня                 | ↘12       | сельское поселение Порецкое       |
| 134 | Камынинка                                | деревня                 | ↗7        | сельское поселение Борисовское    |
| 135 | Каржень                                  | деревня                 | ↗10       | сельское поселение Юрловское      |
| 136 | Карьероуправления                        | посёлок                 | ↘507      | сельское поселение Дровнинское    |
| 137 | Кикино                                   | деревня                 | ↘1        | сельское поселение Борисовское    |
| 138 | Киселёво                                 | деревня                 | ↘20       | сельское поселение Замошинское    |
| 139 | Клементьево                              | деревня                 | ↘1020     | сельское поселение Клементьевское |
| 140 | Клемятино                                | деревня                 | ↘1        | сельское поселение Борисовское    |
| 141 | Кобяково                                 | деревня                 | ↘11       | сельское поселение Юрловское      |
| 142 | Ковалёво                                 | деревня                 | ↗15       | сельское поселение Бородинское    |
| 143 | Кожино                                   | деревня                 | ↗3        | сельское поселение Порецкое       |
| 144 | Кожухово                                 | деревня                 | ↗51       | городское поселение Можайск       |
| 145 | Колоцкое                                 | деревня                 | ↗49       | городское поселение Уваровка      |
| 146 | Колочь                                   | посёлок станции         | ↗45       | сельское поселение Бородинское    |
| 147 | Колычёво                                 | посёлок                 | ↘1854     | городское поселение Можайск       |
| 148 | Копытово                                 | деревня                 | ↗17       | городское поселение Уваровка      |
| 149 | Коровино                                 | деревня                 | ↘43       | сельское поселение Борисовское    |
| 150 | Корытово                                 | деревня                 | ↗10       | городское поселение Уваровка      |
| 151 | Корытцево                                | деревня                 | ↘7        | сельское поселение Юрловское      |
| 152 | Косьмово                                 | деревня                 | ↗8        | сельское поселение Бородинское    |
| 153 | Красновидово                             | деревня                 | ↘189      | сельское поселение Горетовское    |
| 154 | Красноиншино                             | деревня                 | ↗14       | сельское поселение Бородинское    |
| 155 | Красный Балтиец                          | деревня                 | ↗981      | городское поселение Можайск       |
| 156 | Красный Стан                             | деревня                 | ↗48       | сельское поселение Спутник        |
| 157 | Криушино                                 | деревня                 | →30       | сельское поселение Бородинское    |
| 158 | Кромино                                  | деревня                 | ↘4        | сельское поселение Борисовское    |
| 159 | Крылатки                                 | деревня                 | ↘2        | сельское поселение Бородинское    |
| 160 | Крюково                                  | деревня                 | ↘8        | сельское поселение Бородинское    |
| 161 | Кубаревка                                | деревня                 | ↗4        | сельское поселение Бородинское    |
| 162 | Кузяево                                  | деревня                 | ↘9        | сельское поселение Порецкое       |
| 163 | Кукарино                                 | деревня                 | ↗171      | городское поселение Можайск       |
| 164 | Купрово                                  | деревня                 | ↗14       | сельское поселение Юрловское      |
| 165 | Куровка                                  | деревня                 | ↘4        | сельское поселение Юрловское      |
| 166 | Кусково                                  | деревня                 | ↗109      | сельское поселение Замошинское    |
| 167 | Кутлово                                  | деревня                 | ↘11       | сельское поселение Юрловское      |
| 168 | Ладыгино                                 | деревня                 | →11       | сельское поселение Порецкое       |
| 169 | Левашово                                 | деревня                 | ↗9        | сельское поселение Бородинское    |
| 170 | Лесное                                   | посёлок                 | ↗96       | сельское поселение Клементьевское |
| 171 | Леспромхоза                              | посёлок                 | ↗146      | сельское поселение Бородинское    |
| 172 | Лесхоза Юрлово                           | посёлок                 | ↘14       | сельское поселение Юрловское      |
| 173 | Липовка                                  | деревня                 | ↗37       | сельское поселение Замошинское    |
| 174 | Липуниха                                 | деревня                 | ↘12       | сельское поселение Дровнинское    |
| 175 | Лобково                                  | деревня                 | →0        | сельское поселение Замошинское    |
| 176 | Логиново                                 | деревня                 | ↘100      | сельское поселение Бородинское    |
| 177 | Лопатино                                 | деревня                 | ↗6        | сельское поселение Юрловское      |
| 178 | Лубёнки                                  | деревня                 | ↗15       | сельское поселение Горетовское    |
| 179 | Лусось                                   | деревня                 | ↘13       | сельское поселение Дровнинское    |
| 180 | Лыкшево                                  | деревня                 | ↘0        | сельское поселение Порецкое       |
| 181 | Лысково                                  | деревня                 | ↗27       | сельское поселение Спутник        |
| 182 | Лыткино                                  | деревня                 | ↘136      | сельское поселение Борисовское    |
| 183 | Люльки                                   | деревня                 | ↗22       | сельское поселение Замошинское    |
| 184 | Макарово                                 | деревня                 | ↗27       | сельское поселение Клементьевское |
| 185 | Маклаково                                | деревня                 | ↗6        | сельское поселение Клементьевское |
| 186 | Маланьино                                | деревня                 | →0        | сельское поселение Юрловское      |
| 187 | Малое Новосурино                         | деревня                 | ↗29       | сельское поселение Борисовское    |
| 188 | Малое Соколово                           | деревня                 | ↘4        | сельское поселение Борисовское    |
| 189 | Малое Тёсово                             | деревня                 | →1        | сельское поселение Спутник        |
| 190 | Малые Парфёнки                           | деревня                 | ↗4        | сельское поселение Борисовское    |
| 191 | Малые Решники                            | деревня                 | →0        | сельское поселение Бородинское    |
| 192 | Марфин-Брод                              | деревня                 | ↗82       | городское поселение Можайск       |
| 193 | Махово                                   | деревня                 | ↗22       | сельское поселение Порецкое       |
| 194 | Медико-инструментального завода          | посёлок                 | ↘1052     | городское поселение Можайск       |
| 195 | Межутино                                 | деревня                 | ↗25       | сельское поселение Порецкое       |
| 196 | Милятино                                 | деревня                 | ↘78       | сельское поселение Горетовское    |
| 197 | Мира                                     | посёлок                 | ↘2        | сельское поселение Замошинское    |
| 198 | Митино                                   | деревня                 | ↘8        | сельское поселение Порецкое       |
| 199 | Митьково                                 | деревня                 | ↘18       | городское поселение Уваровка      |
| 200 | Михайловское                             | деревня                 | →0        | сельское поселение Борисовское    |
| 201 | Михайловское                             | село                    | ↗8        | сельское поселение Спутник        |
| 202 | Михалёво                                 | деревня                 | ↘52       | сельское поселение Дровнинское    |
| 203 | Моденово                                 | деревня                 | ↗167      | сельское поселение Спутник        |
| 204 | Можайск                                  | город                   | ↘32 755   | городское поселение Можайск       |
| 205 | Мокрое                                   | деревня                 | ↘1079     | сельское поселение Замошинское    |
| 206 | Мордвиново                               | деревня                 | ↗18       | сельское поселение Юрловское      |
| 207 | Москворецкая Слобода                     | деревня                 | ↗117      | городское поселение Можайск       |
| 208 | Мотягино                                 | деревня                 | ↘51       | сельское поселение Порецкое       |
| 209 | Мышкино                                  | деревня                 | ↘86       | сельское поселение Горетовское    |
| 210 | Наричино                                 | деревня                 | ↗4        | сельское поселение Порецкое       |
| 211 | Настасьино                               | деревня                 | ↘90       | сельское поселение Клементьевское |
| 212 | Небогатово                               | деревня                 | →0        | сельское поселение Порецкое       |
| 213 | Некрасово                                | деревня                 | ↗78       | сельское поселение Замошинское    |
| 214 | Неровново                                | деревня                 | ↗7        | сельское поселение Клементьевское |
| 215 | Никитино                                 | деревня                 | ↘9        | сельское поселение Порецкое       |
| 216 | Никольское                               | деревня                 | ↗10       | сельское поселение Порецкое       |
| 217 | Новая                                    | деревня                 | ↗101      | городское поселение Можайск       |
| 218 | Новинки                                  | деревня                 | ↘53       | сельское поселение Клементьевское |
| 219 | Нововасильевское                         | деревня                 | ↗55       | сельское поселение Замошинское    |
| 220 | Новое Село                               | деревня                 | ↗20       | сельское поселение Бородинское    |
| 221 | Новомихайловка                           | деревня                 | ↘5        | сельское поселение Бородинское    |
| 222 | Новопокров                               | деревня                 | ↗7        | сельское поселение Порецкое       |
| 223 | Новопоречье                              | деревня                 | ↗52       | сельское поселение Порецкое       |
| 224 | Новосёлки                                | деревня                 | ↘1        | сельское поселение Клементьевское |
| 225 | Новые Сычики                             | деревня                 | ↘45       | сельское поселение Дровнинское    |
| 226 | Новый Путь                               | деревня                 | ↗26       | сельское поселение Спутник        |
| 227 | Облянищево                               | деревня                 | ↗72       | сельское поселение Спутник        |
| 228 | Острицы-1                                | деревня                 | ↗3        | сельское поселение Порецкое       |
| 229 | Острицы-2                                | деревня                 | ↗28       | сельское поселение Порецкое       |
| 230 | Отделения-4 совхоза «Павлищево»          | посёлок                 | ↘10       | сельское поселение Клементьевское |
| 231 | Отяково                                  | деревня                 | ↗105      | городское поселение Можайск       |
| 232 | Павлищево                                | деревня                 | ↗877      | сельское поселение Клементьевское |
| 233 | Панино                                   | деревня                 | ↗77       | сельское поселение Замошинское    |
| 234 | Пасильево                                | деревня                 | ↘67       | городское поселение Уваровка      |
| 235 | Пеньгово                                 | деревня                 | →2        | сельское поселение Борисовское    |
| 236 | Первое Мая                               | деревня                 | ↗14       | сельское поселение Спутник        |
| 237 | Перещапово                               | деревня                 | ↗139      | сельское поселение Клементьевское |
| 238 | Петраково                                | деревня                 | ↗17       | сельское поселение Порецкое       |
| 239 | Петрово                                  | деревня                 | ↗6        | сельское поселение Клементьевское |
| 240 | Плешаково                                | деревня                 | ↗10       | сельское поселение Дровнинское    |
| 241 | Погорелое                                | деревня                 | ↗10       | сельское поселение Дровнинское    |
| 242 | Подсосенье                               | деревня                 | ↗12       | сельское поселение Бородинское    |
| 243 | Поздняково                               | деревня                 | ↘4        | сельское поселение Бородинское    |
| 244 | Поминово                                 | деревня                 | ↘5        | сельское поселение Бородинское    |
| 245 | Поповка                                  | хутор                   | ↘4        | сельское поселение Дровнинское    |
| 246 | Поповка                                  | деревня                 | ↗20       | сельское поселение Порецкое       |
| 247 | Поречье                                  | село                    | ↘1138     | сельское поселение Порецкое       |
| 248 | Потапово                                 | деревня                 | ↗3        | сельское поселение Горетовское    |
| 249 | Поченичено                               | деревня                 | ↘0        | сельское поселение Юрловское      |
| 250 | Починки                                  | деревня                 | ↗2        | сельское поселение Борисовское    |
| 251 | Праслово                                 | деревня                 | ↗63       | городское поселение Уваровка      |
| 252 | Преснецово                               | деревня                 | ↗89       | сельское поселение Юрловское      |
| 253 | Приданцево                               | деревня                 | ↘17       | сельское поселение Дровнинское    |
| 254 | Прокофьево                               | деревня                 | →0        | городское поселение Уваровка      |
| 255 | Прудня                                   | деревня                 | →1        | сельское поселение Клементьевское |
| 256 | Псарёво                                  | деревня                 | ↘0        | сельское поселение Бородинское    |
| 257 | Псарёво                                  | село                    | →0        | сельское поселение Бородинское    |
| 258 | Пуршево                                  | деревня                 | ↗121      | сельское поселение Клементьевское |
| 259 | Пушкино                                  | деревня                 | ↗58       | сельское поселение Спутник        |
| 260 | Пятково                                  | деревня                 | ↘1        | сельское поселение Борисовское    |
| 261 | Рассолово                                | деревня                 | ↗12       | сельское поселение Порецкое       |
| 262 | Ратчино                                  | деревня                 | ↗11       | сельское поселение Клементьевское |
| 263 | Рогачёво                                 | село                    | ↘0        | сельское поселение Борисовское    |
| 264 | Рогачёво                                 | деревня                 | ↘66       | сельское поселение Порецкое       |
| 265 | Романцево                                | деревня                 | ↘4        | сельское поселение Бородинское    |
| 266 | Рыльково                                 | деревня                 | ↗70       | городское поселение Можайск       |
| 267 | Рябинки                                  | деревня                 | ↗5        | сельское поселение Замошинское    |
| 268 | Сады                                     | деревня                 | ↘13       | городское поселение Уваровка      |
| 269 | Сальницы                                 | деревня                 | ↘0        | сельское поселение Юрловское      |
| 270 | Самынино                                 | деревня                 | ↘0        | сельское поселение Дровнинское    |
| 271 | Свинцово                                 | деревня                 | ↗6        | сельское поселение Юрловское      |
| 272 | Сельцы                                   | деревня                 | →0        | сельское поселение Клементьевское |
| 273 | Семейники                                | деревня                 | ↗45       | сельское поселение Порецкое       |
| 274 | Семёновское                              | деревня                 | ↘77       | сельское поселение Бородинское    |
| 275 | Семёновское                              | село                    | ↘851      | сельское поселение Замошинское    |
| 276 | Сергово                                  | деревня                 | ↘25       | сельское поселение Клементьевское |
| 277 | Сивково                                  | деревня                 | ↘1        | сельское поселение Борисовское    |
| 278 | Синичино                                 | деревня                 | ↘7        | сельское поселение Порецкое       |
| 279 | Слащёво                                  | деревня                 | ↘132      | сельское поселение Замошинское    |
| 280 | Собольки                                 | деревня                 | ↘5        | сельское поселение Борисовское    |
| 281 | Сокольниково                             | село                    | ↗957      | сельское поселение Юрловское      |
| 282 | Соловьёвка                               | деревня                 | →4        | сельское поселение Замошинское    |
| 283 | Спутник                                  | посёлок                 | ↘1219     | сельское поселение Спутник        |
| 284 | Старая Тяга                              | деревня                 | ↗9        | сельское поселение Порецкое       |
| 285 | Старое Село                              | село                    | ↗10       | сельское поселение Борисовское    |
| 286 | Старое Село                              | деревня                 | ↘8        | сельское поселение Бородинское    |
| 287 | Стеблево                                 | деревня                 | ↗14       | сельское поселение Порецкое       |
| 288 | Стреево                                  | деревня                 | ↗2        | сельское поселение Юрловское      |
| 289 | Строитель                                | посёлок                 | ↗3384     | городское поселение Можайск       |
| 290 | Судаково                                 | деревня                 | ↘1        | сельское поселение Борисовское    |
| 291 | Суконниково                              | деревня                 | ↘28       | городское поселение Уваровка      |
| 292 | Сытино                                   | деревня                 | ↗49       | сельское поселение Дровнинское    |
| 293 | Сычи                                     | деревня                 | →4        | городское поселение Уваровка      |
| 294 | Сычики                                   | деревня                 | ↘92       | сельское поселение Дровнинское    |
| 295 | Татариново                               | деревня                 | ↘91       | сельское поселение Бородинское    |
| 296 | Твердики                                 | деревня                 | ↗37       | сельское поселение Дровнинское    |
| 297 | Телятьево                                | деревня                 | ↗7        | сельское поселение Борисовское    |
| 298 | Тетерино                                 | деревня                 | ↗132      | городское поселение Можайск       |
| 299 | Тимошино                                 | деревня                 | ↘5        | сельское поселение Порецкое       |
| 300 | Тиунцево                                 | деревня                 | ↘2        | сельское поселение Порецкое       |
| 301 | Тихоново                                 | деревня                 | ↗70       | городское поселение Можайск       |
| 302 | Топорово                                 | деревня                 | →0        | сельское поселение Клементьевское |
| 303 | Троица                                   | деревня                 | ↘66       | сельское поселение Бородинское    |
| 304 | Тропарёво                                | село                    | ↗1125     | сельское поселение Юрловское      |
| 305 | Тушков Городок                           | деревня                 | →4        | сельское поселение Бородинское    |
| 306 | Уваровка                                 | посёлок городского типа | ↗3944     | городское поселение Уваровка      |
| 307 | Ульяново                                 | деревня                 | ↘1        | сельское поселение Порецкое       |
| 308 | Утицы                                    | деревня                 | ↘4        | сельское поселение Борисовское    |
| 309 | Учхоза «Александрово»                    | посёлок                 | ↗686      | сельское поселение Бородинское    |
| 310 | Фалилеево                                | деревня                 | →1        | сельское поселение Бородинское    |
| 311 | Фёдоровское                              | деревня                 | ↗19       | городское поселение Уваровка      |
| 312 | Фомино                                   | деревня                 | ↗16       | сельское поселение Борисовское    |
| 313 | Фомкино                                  | деревня                 | ↘5        | сельское поселение Бородинское    |
| 314 | Ханево                                   | деревня                 | ↘7        | сельское поселение Клементьевское |
| 315 | Хващёвка                                 | деревня                 | ↘41       | сельское поселение Замошинское    |
| 316 | Холдеево                                 | деревня                 | ↗23       | сельское поселение Клементьевское |
| 317 | Холм                                     | деревня                 | ↘92       | сельское поселение Клементьевское |
| 318 | Холмец                                   | деревня                 | →0        | сельское поселение Дровнинское    |
| 319 | Холмово                                  | деревня                 | ↗3        | сельское поселение Порецкое       |
| 320 | Хорошилово                               | деревня                 | ↗21       | сельское поселение Юрловское      |
| 321 | Хотилово                                 | деревня                 | ↗17       | сельское поселение Горетовское    |
| 322 | Храброво                                 | деревня                 | ↗185      | сельское поселение Замошинское    |
| 323 | Цветки                                   | деревня                 | ↘6        | сельское поселение Замошинское    |
| 324 | Цветковский                              | посёлок                 | ↘849      | сельское поселение Дровнинское    |
| 325 | Цезарево                                 | деревня                 | →103      | сельское поселение Юрловское      |
| 326 | Центральной усадьбы совхоза «Синичино»   | посёлок                 | ↘837      | сельское поселение Порецкое       |
| 327 | Центральной усадьбы совхоза Уваровский-2 | посёлок                 | ↗26       | городское поселение Уваровка      |
| 328 | Цуканово                                 | посёлок                 | ↗38       | сельское поселение Замошинское    |
| 329 | Цыплино                                  | деревня                 | ↗43       | сельское поселение Борисовское    |
| 330 | Чебуново                                 | деревня                 | ↘12       | сельское поселение Борисовское    |
| 331 | Ченцово                                  | деревня                 | ↗169      | городское поселение Можайск       |
| 332 | Чернево                                  | деревня                 | ↘93       | сельское поселение Порецкое       |
| 333 | Черняки                                  | деревня                 | ↘8        | сельское поселение Бородинское    |
| 334 | Шаликово                                 | деревня                 | ↗122      | сельское поселение Спутник        |
| 335 | Шаликово                                 | посёлок                 | ↗143      | сельское поселение Спутник        |
| 336 | Шапкино                                  | деревня                 | ↗10       | сельское поселение Замошинское    |
| 337 | Шваново                                  | деревня                 | ↗20       | сельское поселение Дровнинское    |
| 338 | Швечково                                 | деревня                 | ↗15       | сельское поселение Дровнинское    |
| 339 | Шебаршино                                | деревня                 | ↗7        | сельское поселение Клементьевское |
| 340 | Шевардино                                | деревня                 | ↘49       | сельское поселение Бородинское    |
| 341 | Шейново                                  | деревня                 | ↗19       | сельское поселение Дровнинское    |
| 342 | Шеломово                                 | деревня                 | ↘10       | сельское поселение Клементьевское |
| 343 | Шеляково                                 | деревня                 | ↘1        | сельское поселение Юрловское      |
| 344 | Шибинка                                  | деревня                 | ↗8        | сельское поселение Юрловское      |
| 345 | Шиколово                                 | деревня                 | ↗61       | сельское поселение Спутник        |
| 346 | Шимоново                                 | деревня                 | →0        | сельское поселение Юрловское      |
| 347 | Ширино                                   | деревня                 | ↘54       | сельское поселение Юрловское      |
| 348 | Ширякино                                 | деревня                 | ↘21       | сельское поселение Порецкое       |
| 349 | Шишиморово                               | деревня                 | ↗15       | сельское поселение Клементьевское |
| 350 | Шохово                                   | деревня                 | ↗732      | городское поселение Уваровка      |
| 351 | Шохово                                   | село                    | ↗14       | сельское поселение Юрловское      |
| 352 | Юдинки                                   | деревня                 | ↘1        | сельское поселение Борисовское    |
| 353 | Юрлово                                   | деревня                 | ↗166      | сельское поселение Юрловское      |
| 354 | Юрьево                                   | деревня                 | ↘7        | сельское поселение Юрловское      |
| 355 | Юрятино                                  | деревня                 | ↘7        | сельское поселение Дровнинское    |
| 356 | Ягодино                                  | деревня                 | ↘31       | сельское поселение Порецкое       |
| 357 | Язёво                                    | деревня                 | ↗74       | сельское поселение Борисовское    |
| 358 | Ямская                                   | деревня                 | ↗390      | городское поселение Можайск       |